# ال‌آباد (آق‌سو)
ال‌آباد (به لاتین: Elabad) یک منطقه مسکونی در جمهوری آذربایجان است که در شهرستان آق‌سو واقع شده است.